# Achaeus superciliaris
Achaeus superciliaris är en kräftdjursart som beskrevs av Ortmann 1893. Achaeus superciliaris ingår i släktet Achaeus och familjen Inachidae. Inga underarter finns listade i Catalogue of Life.